# Powiat birczański
Powiat birczański – dawny powiat kraju koronnego Królestwo Galicji i Lodomerii, istniejący w latach 1867–1876. Siedzibą starostwa było miasto Bircza.
Powiat birczański powstał w 1867 w następstwie reformy administracyjnej w Galicji z obszarów zniesionych dotychczasowych małych powiatów Bircza (Bezirk Bircza) i Dobromil (Bezirk Dobromil) w cyrkule sanockim. W 1867 okręg liczył 15,47 mil kwadratowych (890,14 km²), i 43,719 mieszkańców.
Został zniesiony 1 października 1876 w związku z przekształceniem powiatu w powiat dobromilski.
Ostatni skład:
Arłamów, Bircza (m), Bircza Stara, Boguszówka, Boniowice, Borysławka, Brzeżawa, Brzuska, Dobra, Dobromil (m) (z Engelsbrunn), Dobrzanka, Falkenberg, Grabownica Sozańska, Grąziowa, Grodzisko, Hłomcza, Hubice, Huczko, Hujsko, Huta Brzuska, Huwniki, Iskań, Jabłonica Ruska, Jamna Dolna, Jamna Górna, Jasienica Sufczyńska, Jawornik Ruski, Jureczkowa, Kalwaria Pacławska, Katyna, Kniażpol, Komarowice, Kopysno, Korzeniec, Kotów, Krajna, Kreców, Kropiwnik, Kuźmina, Kwaszenina, Lachawa, Lacko, Leszczawa Dolna, Leszczawa Górna, Leszczawka, Leszczyny, Lipa, Liskowate, Łodzina, Łodzinka Dolna, Łodzinka Górna, Łomna, Łopuszanka, Łopusznica, Makowa Rustykalna, Makowa-Kolonia, Malawa, Michowa, Nowa Wieś, Nowe Miasto, Nowosielce Kozickie, Nowosiółki Dydyńskie, Pacław, Paportno, Piątkowa, Pietnice, Polana, Posada Nowomiejska, Posada Rybotycka, Przedzielnica, Rosenburg, Rozpucie, Roztoka, Rudawka, Rybotycze, Sopotnik, Starzawa, Sufczyna, Tarnawa, Tarnawka, Trójca, Truszowice, Trzcianiec (z Krzywem), Ulucz, Wełykie, Wojtkowa, Wojtkówka, Wola Korzeniecka i Żohatyn (z Pracówką)

## Starostowie
- Dominik Niesiołowski (od około 1866 do około 1870)[4][5][6][7]
- vacat (1871)

## Komisarze rządowi
- Aleksander Heller (1867)
- Józef Stark (1870–1871)